# Battaglia di Piacenza (217 a.C.)
La battaglia di Piacenza avvenuta a gennaio del 217 a.C. durante la seconda guerra punica, rappresentò un doppio scontro di secondaria importanza, ingaggiato fra l'esercito del console Tiberio Sempronio Longo e l'armata cartaginese di Annibale, dopo le vittorie di quest'ultimo riportate al Ticino e alla Trebbia (fine del 218 a.C.).

## Contesto storico
Le battaglie del Ticino e della Trebbia erano appena terminate con una netta vittoria della cavalleria cartaginese ed il ferimento del console Publio Cornelio Scipione nella prima, oltre ad una netta sconfitta dell'esercito di Sempronio Longo nella seconda, dove l'esercito romano fu in gran parte distrutto sul campo.
La fortezza-dispensa di Clastidium, dove i Romani tenevano grandi riserve di viveri, in particolare di grano, era inoltre caduta nelle mani di Annibale. Tito Livio, lo storico del I secolo attribuisce al prefetto del presidio, il brindisino Dasio, la cessione della cittadina per la somma, nemmeno eccezionale, di quattrocento nummi aurei.
Dei resti dell'esercito romano dopo la battaglia della Trebbia, una parte fu sterminata nei pressi del fiume stesso dai cavalieri e dagli elefanti di Annibale, mentre indugiava a ripassare il corso del fiume gelido. La cavalleria e parte della fanteria romana era riuscita a ritornare all'accampamento e, visto che le forze cartaginesi non riuscivano a passare il fiume per la stanchezza, irrigiditi dal freddo, oltreché dal disordine, a far ritorno a Piacenza guidate da Publio Cornelio. Una parte dei Romani, infine, si spostò nella vicina colonia romana di Cremona, per non gravare con tutto l'esercito sulle risorse di una sola colonia.
La battaglia della Trebbia era terminata con un evidente successo di Annibale. Le forze cartaginesi si erano ormai appostate nella Val Padana occidentale. Pochi erano stati i caduti tra Iberi e Libici, molti di più tra i Celti. Livio aggiunge che la pioggia mista a neve e il gelo fecero molte vittime tra i Cartaginesi, facendone le spese quasi tutti gli elefanti. La verità è che:

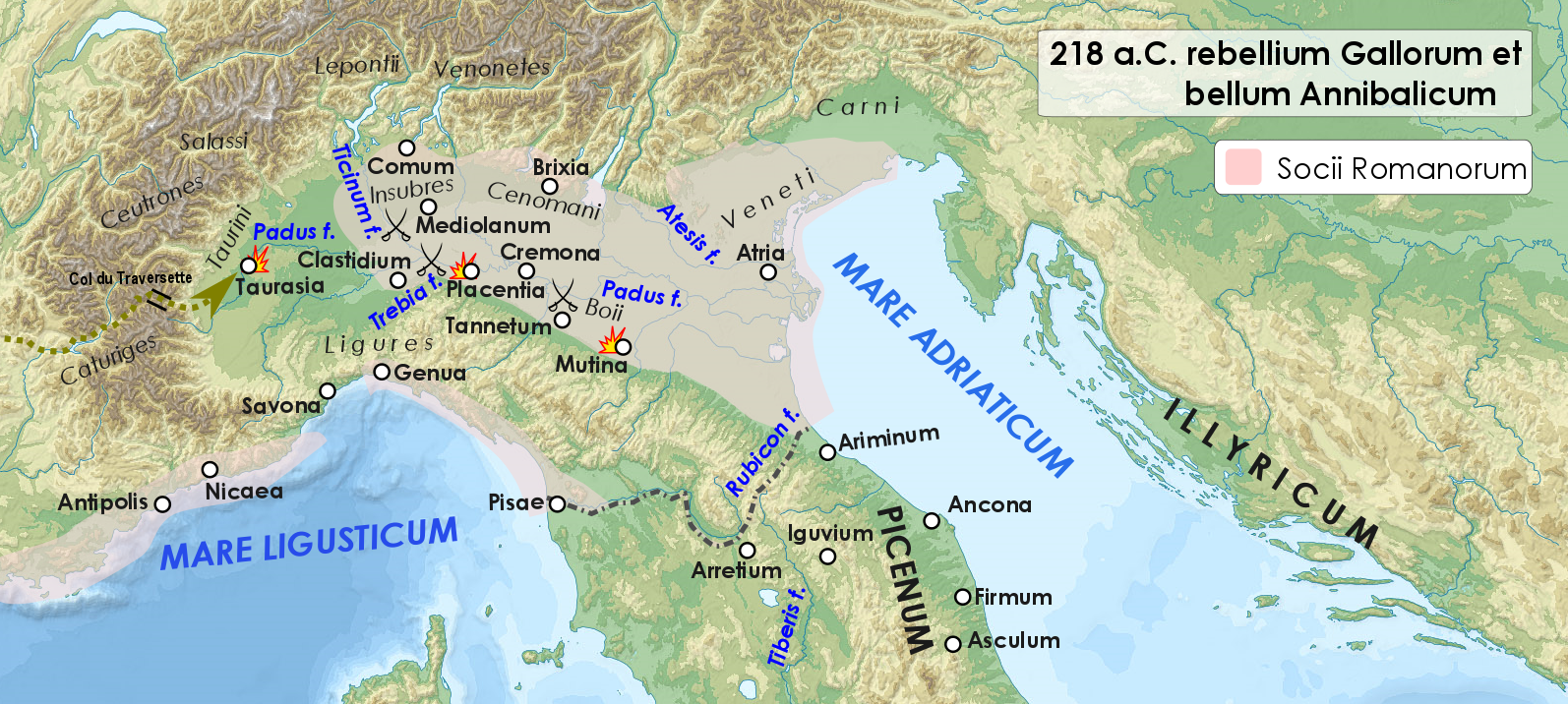
La Gallia cisalpina, teatro delle operazioni dell'autunno del 218 a.C.: dalla rivolta dei Boii con l'assedio di Mutina, alle vittorie di Annibale al Ticino e alla Trebbia.

(Livio, XXI, 57.1.)

## Prima battaglia
Neppure la permanenza nei quartieri d'inverno fu tranquilla per i Romani, in quanto la cavalleria numida continuava a compiere incursioni ovunque, e quando i luoghi erano poco adatti per queste scorrerie, intervenivano anche le truppe dei Celtiberi e dei Lusitani. Risultava infatti difficile approvvigionarsi per le truppe romane se non attraverso il trasporto lungo corso del fiume Po.
Nei pressi di Piacenza (Placentia) vi era un deposito fortificato dei Romani. Annibale si diresse contro lo stesso per espugnarlo, con cavalieri e fanti dotati di armi leggere. E sebbene avesse tentato l'impresa con un assalto notturno, non riuscì a trarre in inganno le sentinelle. La battaglia che si scatenò venne sentita fino a Placentia, tanto che il console preparò la cavalleria, comandando alle legioni di seguirlo in ordine quadrato (quadrato agmine).
La successiva battaglia fu di tipo equestre e vide Annibale allontanarsi dalla stessa ferito in combattimento, «circostanza che generò sgomento nell'animo dei Cartaginesi». In seguito a questo scontro il deposito venne ulteriormente fortificato e difeso.
E quando Annibale si rimise dalla ferita, dopo pochi giorni, egli continuò il suo cammino in direzione della località di Victumulae per conquistarla. Qui si trovava un deposito romano fin dai tempi della guerra gallica degli anni 225-222 a.C.. Lo scontro che ne seguì vide ben 30 000 uomini inesperti in arte militare, alleati dei Romani, sconfitti da pochi armati cartaginesi, ma ben addestrati. La città cadde in mano cartaginese poco dopo e fu saccheggiata barbaramente.

## Seconda battaglia
Annibale dopo aver inutilmente tentato il passaggio degli Appennini con gli inizi della primavera del 217 a.C., tornò nei pressi di Piacenza e, dopo essersi avanzato per circa 10 miglia (15 km) oltre la città, qui vi pose il proprio accampamento. Il giorno seguente condusse contro i Romani che erano accampati con il console Tiberio Sempronio Longo (console 218 a.C.) nei pressi della città, parte del suo esercito, scatenando una nuova battaglia. Si trattava di 12 000 fanti e 5 000 cavalieri.
Il console Sempronio non si sottrasse al combattimento. I due eserciti si trovarono così schierati a distanza di 3 000 (4,5 km) passi l'uno dall'altro. Al primo scontro i Romani non solo batterono il nemico che si ritirò, ma lo inseguirono fino agli accampamenti, che assaltarono. Annibale allora, lasciati pochi difensori nelle trincee ed alle porta, raccolse gli altri nel punto centrale, pronti al suo comando a compiere una sortita all'esterno del campo.
Quando giunsero le tre del pomeriggio (nona hora diei), i Romani ormai stanchi per l'assalto, diedero il segnale della ritirata, visto che poche erano le speranze di impadronirsi dell'accampamento nemico. Annibale allora fece uscire rapidamente dalle due porte laterali la cavalleria, mentre dalla porta centrale egli stesso condusse la fanteria pesante.
(Livio, XXI, 59.7.)
L'esito della battaglia fu in perfetta parità. I caduti da entrambe le parti non furono più di 600 fanti e 300 cavalieri. Tra i Romani perirono però anche alcune personalità dell'ordine equestre, tra cui cinque tribuni militari e tre praefecti sociorum.

## Conseguenze
Secondo quanto narra Livio dopo la seconda battaglia, Annibale si ritirò nel paese dei Liguri, mentre Sempronio a Lucca (probabilmente attraverso la val di Taro e il passo della Cisa). Al Cartaginese vennero consegnati da questa popolazione, due questori romani, Gaio Fulvio Flacco e Lucio Lucrezio, insieme a due tribuni e cinque figli di senatori quasi tutti dell'ordine equestre. Tutto ciò per dimostrare la loro buona fede e la volontà di ottenere l'alleanza di Annibale.